# Очковый тонкотел
Очковый тонкотел (лат. Trachypithecus obscurus) — вид приматов из семейства мартышковых.

## Описание
Очковый тонкотел, как и другие представители рода Trachypithecus, имеет стройное телосложение и длинный хвост. Длина тела составляет от 42 до 61 сантиметров, а длина хвоста от 50 до 85 сантиметров. Самцы в среднем тяжелее и имеют массу 7,4 кг, в то время как самки имеют массу 6,5 кг. Окраска шерсти варьирует от коричневого и серого до чёрного цвета, брюхо, задние конечности и хвост, как правило, светлее, руки и ноги тёмно-серые. Мордочка тёмно-серая, вокруг глаз белый рисунок, напоминающий по форме очки. Кроме того, область вокруг рта светлее, на голове имеется типичный для рода хохол из волос.

## Распространение
Вид распространён на Малаккском полуострове и на прилегающих островах, ареал простирается от южной Мьянмы и Таиланда до Малайзии. Средой обитания вида являются леса, при этом предпочтение отдаётся горным первичным и вторичным лесам.

## Образ жизни
Приматы ведут дневной, древесный образ жизни, обитая в основном в верхних ярусах леса. Перемещаются в основном на четвереньках, редко по сравнению с другими приматами совершая прыжки. Живут в группах от 5 до 20 животных, не образуя в отличие от большинства других тонкотелов гаремы. Также могут встречаться большие группы самцов. В поисках пищи группы часто делятся на более мелкие подгруппы. Это территориальные животные, чьи участки охватывают площадь от 5 до 12 га.
Питаются в основном листьями, а также фруктами и цветками. Как и другие тонкотелы, имеют многокамерные желудки для более эффективного использования трудно перевариваемой растительной пищи.
Спаривание происходит, предположительно, в течение всего года. Примерно через пять месяцев беременности самка рожает обычно одного детёныша, который изначально окрашен в оранжевый цвет, как у всех тонкотелов. В возрасте примерно трёх-четырёх лет наступает половая зрелость.